# 簡勑
簡敕（？年—1641年），四川荣县人。明朝政治人物。

## 生平
簡敕是簡文瑞的從子，在天啓元年（1621年）中辛酉科舉人，五年（1625年）乙丑科進士。最初擔任江西豐城縣知县，升宁州知州，官至户部广西清吏司主事。謝政養親，就食于家。曾捐金修建当地躍龍橋，工程未告成而去世，時为崇祯十四年辛巳（1641年）。